# Clupisoma nujiangense
Clupisoma nujiangense is een straalvinnige vissensoort uit de familie van de glasmeervallen (Schilbeidae). De wetenschappelijke naam van de soort is voor het eerst geldig gepubliceerd in 2005 door Chen, Ferraris & Yang.
De naam nujiangense verwijst naar de Chinese naam voor de rivier Salween. In deze rivier, die door China en Thailand stroomt, komt de vis voor, evenals in de rivier Mengbolou die een zijrivier is van de Salween. De vis gedijt daar in ziltige, (langzaam)stromend water met zanderige en keienrijke ondergronden. De maximaal gemeten lengte van de vissensoort is 26,1 centimeter. Deze vis is niet gevaarlijk voor de mens.